# Karl-Heinz Schnellinger
Karl-Heinz Schnellinger (Düren, 1939. március 31. – Milánó, 2024. május 20.) világbajnoki ezüst- és bronzérmes nyugatnémet válogatott német labdarúgó, hátvéd.

## Pályafutása

### Klubcsapatban
1949-ben az SG Düren 99 csapatában kezdte a labdarúgást. 1958 és 1963 között az 1. FC Köln játékosa volt. 1963-ban Olaszországba szerződött. Egy-egy idényt játszott az AC Mantova és az AS Roma csapataiban. 1965 és 1974 között az AC Milan labdarúgója volt, ahol tagja volt az 1968–69-es BEK- illetve az 1967–68-as és 1972–73-as KEK-győztes együttesnek. Az 1974-75-ös idényben a Tennis Borussia Berlin csapatában fejezte be az aktív labdarúgást.

### A válogatottban
1958 és 1971 között 47 alkalommal szerepelt a nyugatnémet válogatottban és egy gólt szerzett. 1966-ban világbajnoki ezüst-, 1970-ben bronzérmet nyert a válogatottal. 1957-ben egyszeres amatőr válogatott volt.

## Sikerei, díjai
NSZK
- Világbajnokság
  - ezüstérmes: 1966, Anglia
  - bronzérmes: 1970, Mexikó
  - 4.: 1958, Svédország

 1. FC Köln
- Nyugatnémet bajnokság
  - bajnok: 1962

 AS Roma
- Olasz kupa (Coppa Italia)
  - győztes: 1964

 AC Milan
- Olasz bajnokság (Serie A)
  - bajnok: 1967–68
  - győztes: 1967, 1972, 1973
- Bajnokcsapatok Európa-kupája (BEK)
  - győztes: 1968–69
- Interkontinentális kupa
  - győztes: 1969
- Kupagyőztesek Európa-kupája (KEK)
  - döntős: 1967–68, 1972–73